# SZT-tiszt
Az SZT-tisztek (szigorúan titkos állományú állambiztonsági tisztek) a magyar titkosszolgálatok hivatásos állományának mély fedésben tevékenykedő kategóriáját alkották a rendszerváltás előtt. A kifejezés a magyar szolgálatokra jellemző. Hasonló tevékenységet azonban minden jelentős titkosszolgálat végez ma is, külföldön és Magyarországon egyaránt, és rendelkezik ennek megfelelő kategóriájú munkatársakkal, csak az elnevezésük különbözik az adott szolgálat és a kor zsargonja szerint.

## Meghatározás, a tevékenység jellege
Az SZT-tiszt a titkosszolgálatok személyi állományának olyan tagja volt, aki mély fedésben, polgári alkalmazásban dolgozott, ugyanakkor a Belügyminisztérium III. Főcsoportfőnökségének rendfokozattal rendelkező hivatásos tisztje volt. Az SZT-tisztnek a belügyminisztériumi fizetése is meg volt határozva, de ezt csak olyan mértékben kapta meg, amennyiben az esetleg meghaladta a polgári életben elért fizetését. Házastársa kivételével elvileg az SZT-tiszt családja, barátai és természetesen munkatársai sem tudhattak titkosszolgálati beosztásáról, munkájáról, viszont a szolgálatok elméletileg kötelesek voltak tájékoztatni az adott polgári szerv (minisztérium) legfelső vezetőjét e személy pozíciójáról.
Az SZT-tisztek két fő forrásból verbuválódtak: a Belügyminisztérium nyílt („egyenruhás”) és titkos állományából, valamint a polgári életből. A Belügyminisztérium titkos állományát a titkosszolgálatok azon munkatársai alkották, akik egyenruhát nem hordtak, a szolgálatok központjában dolgoztak, de rendelkeztek polgári fedőigazolványokkal, a munkahelyüket illető fedőtörténettel („legenda”). Emellett volt belügyi igazolványuk is és szűkebb környezetük tudatában volt munkájuknak. 
A polgári életből olyan személyeket szerveztek be az SZT-tiszti pozíciókba, akik az adott titkosszolgálat számára fontos területen, nagy szaktudással dolgoztak, emellett vállalták a hivatásszerű titkosszolgálati munkát és képesek voltak annak ellátására.
A belügyi állományból érkezők esetében hátrány lehetett a polgári pozícióhoz, a fedőtevékenységhez szükséges szaktudás korlátozottsága, a polgári életből érkezőknek viszont a titkosszolgálati szakmai munkában lehettek hiányosságaik. A két megoldás hátrányait csökkentette, amikor a Belügyminisztérium a jelentős szakmai perspektívával rendelkező végzős egyetemi hallgatók körében verbuvált, akik így a polgári szakmai fejlődésükkel párhuzamosan, munkájuk mellett, illetve abból rövidebb időszakokra megfelelő fedéssel kivonva sajátíthatták el a titkosszolgálati szakmai tudnivalókat.
Az SZT-tisztek szigorú konspiráció mellett tevékenykedtek, a titkosszolgálat központjába nem jártak be, azzal tartótiszteken keresztül tartották a kapcsolatot, belügyi igazolványuk sem volt.

## Történetük
Az SZT-tisztek hálózatát az 1960-as években kezdték kiépíteni az állambiztonsági szervek működése hatékonyságának növelése céljából. Először, mintegy kísérletképpen, a postai küldemények ellenőrzése, az úgynevezett K-ellenőrzésnek (konspirált ellenőrzés) a postán dolgozó munkatársai körében alkalmazták ezt a foglalkoztatási formát. Ezután vezették be ezt kémelhárítás szerveinél, népgazdasági, idegenforgalmi és titokvédelmi területen. Ezt követte a hírszerzés (a Külügyminisztériumban és a jelentős nemzetközi kapcsolatokkal rendelkező intézményeknél), majd a „belső reakció” elhárítása, az oktatás és a kultúra területe.
Az SZT-tisztek számára rendszeresített státuszok száma a belügyi állambiztonság központi szerveinél összesen 772, a területi rendőri szervek állambiztonsági alosztályain 427 volt. A státuszok feltöltöttsége a központban 70% körül, a rendőrségnél 80−84%, a K-ellenőrzésnél 90% felett volt.

### Leleplezésük
Az egykori SZT-tisztek létezése először 2002-ben, Medgyessy Péter miniszterelnökké választását követően került reflektorfénybe, amikor a Fidesz szakított azzal a korábbi politikai gyakorlattal, hogy csak az egykori III/III-as belső elhárítás munkatársainak, ügynökeinek kérdését használták fel politikai célokra, és kirobbantották az úgynevezett D-209-es ügyet, a kormányfő kémelhárító SZT-tiszti múltjára utalva.
A rendszerváltás után 21 évvel, 2011. március elsején a hódmezővásárhelyi Emlékpont alapítvány gondozásában megjelent az interneten egy tanulmány az egykori SZT-tisztekről és egy 547 nevet tartalmazó lista az érintettek köréből. A tanulmány és a lista szerzői Ungváry Krisztián és Fráter Olivér történészek voltak. Ungváry ez alkalommal elmondta: kutatásai szerint a Kádár-rendszer évtizedei során alkalmazott SZT-tiszti állomány összesen mintegy 2500 főből állt (összehasonlításul: hálózati személyből, ügynökböl 200 000 volt), közülük ezren dolgoztak a hírszerzésnél. Az 1500, az elhárításnál dolgozó tisztnek csak a felét sikerült tehát azonosítani, közülük is saját névvel csak a kétharmadukat.
Lázár János, Hódmezővásárhely polgármestere és a Fidesz parlamenti frakcióvezetője 2011. március elsején a budapesti Parlament Kávézóban tartott sajtótájékoztatójában mutatta be a kiadványt, amiben a Belügyminisztérium egykori, hírhedt belső elhárításának, illetve kémelhárításának az SZT-tisztjeit vizsgálták. A hírszerzést szándékaik szerint kihagyták az adatbázisból. Nem csak a tisztek neve, lakcíme vált hozzáférhetővé, hanem részben az életrajzaik is. Lázár János hangsúlyozta, hogy az állambiztonsági múltat teljes egészében nyilvánossá kell tenni.
A listán azonban, mintegy tévedésből, szerepelt 8–10 olyan személy is, akik ebben az időben a Külügyminisztérium állományában voltak és korábban – sőt esetleg még az adott időszakban is – az akkori magyar hírszerzésnek dolgoztak. (Természetesen a minisztérium legfelső vezetői számára addig is minden lehetőség nyitott volt arra, hogy ismerjék ezen személyek múltját, esetleg akkori jelenét.) Őket azonnal elbocsátották. Németh Zsolt külügyi államtitkár közölte: „ennek a titkosszolgálati kategóriának a Külügyminisztériumban való foglalkoztatása húsz évvel a rendszerváltozás után nem indokolható”.
 

Ungváry Krisztián ezt követően véleménycikket jelentetett meg a HVG-ben és kifejtette: 

„Nem gondoltam volna, hogy kutatásom következménye az lesz, hogy a Külügyminisztérium az SZT-tisztjei azonnali elbocsátásáról dönt. Ezt igazságtalannak tartom velük szemben, hiszen a nemzeti együttműködés kormánya mögött felsorakozhattak eddig volt MSZMP PB tagok is és akkor senki sem húzta fel az orrát. Lehetne beszélni arról, hogy a volt nómenklatúra képviselői és kiszolgálói közül milyen szinten kellene vonalat húzni annak érdekében, hogy ők ne vegyenek részt a közéletben – de úgy hogy a volt MSZMP tag és 1979-től diplomata Martonyi János tartsa ezt összeférhetetlennek, miközben ő maga hivatalban marad, ez ízléstelen.”

Ungváry cikkében továbbá kifejtette: bírósági ítélet szólt arról, hogy Martonyi János a rendszerváltás előtt szervezetszerűen együttműködött a magyar titkosszolgálatokkal, bár a magyar joggyakorlat értelmében ügynöknek nevezni őt nem lehet. Ugyancsak rámutatott arra, hogy Schmitt Pál akkori köztársasági elnök az önéletrajza szerint 1976 és 1981 között az Astoria Szállóban volt igazgatóhelyettes, és többek között a szobakiosztásért is felelt. Ugyanebben az időszakban két SZT-tiszt is az Astoriában tevékenykedett. Egyes szobákban álcázott hang- és feltehetően képrögzítő berendezéseket is működtetett az állambiztonság a célszemélyeivel szemben. Ungváry szerint Schmitt munkaköréből fakadóan minden bizonnyal együtt kellett működjön ezekkel az SZT-tisztekkel.

## Kapcsolódó szócikk
- Ügynök (titkosszolgálattal együttműködő személy)